# 国家安全部侦察总局
国家安全部侦察总局（德語：Hauptverwaltung Aufklärung）是德意志民主共和国（东德）在1955年至1990年间的主要安全机构国家安全部（史塔西）的外国情报部门。
侦察总局是史塔西的重要部分，负责例如间谍活动、积极措施、外国情报收集以及对与北约国家及其情报机构的反情报等东德以外的行动。史塔西于1990年1月解散，侦察总局的运作方式向公众公开，包括其内部结构、方法和员工。在联邦史塔西记录署的领导下，侦察总局成为引起广泛关注和深入研究的主题。侦察总局被某些人视为冷战期间最有效的外国情报部门。